# Metalurgia tradicional en México

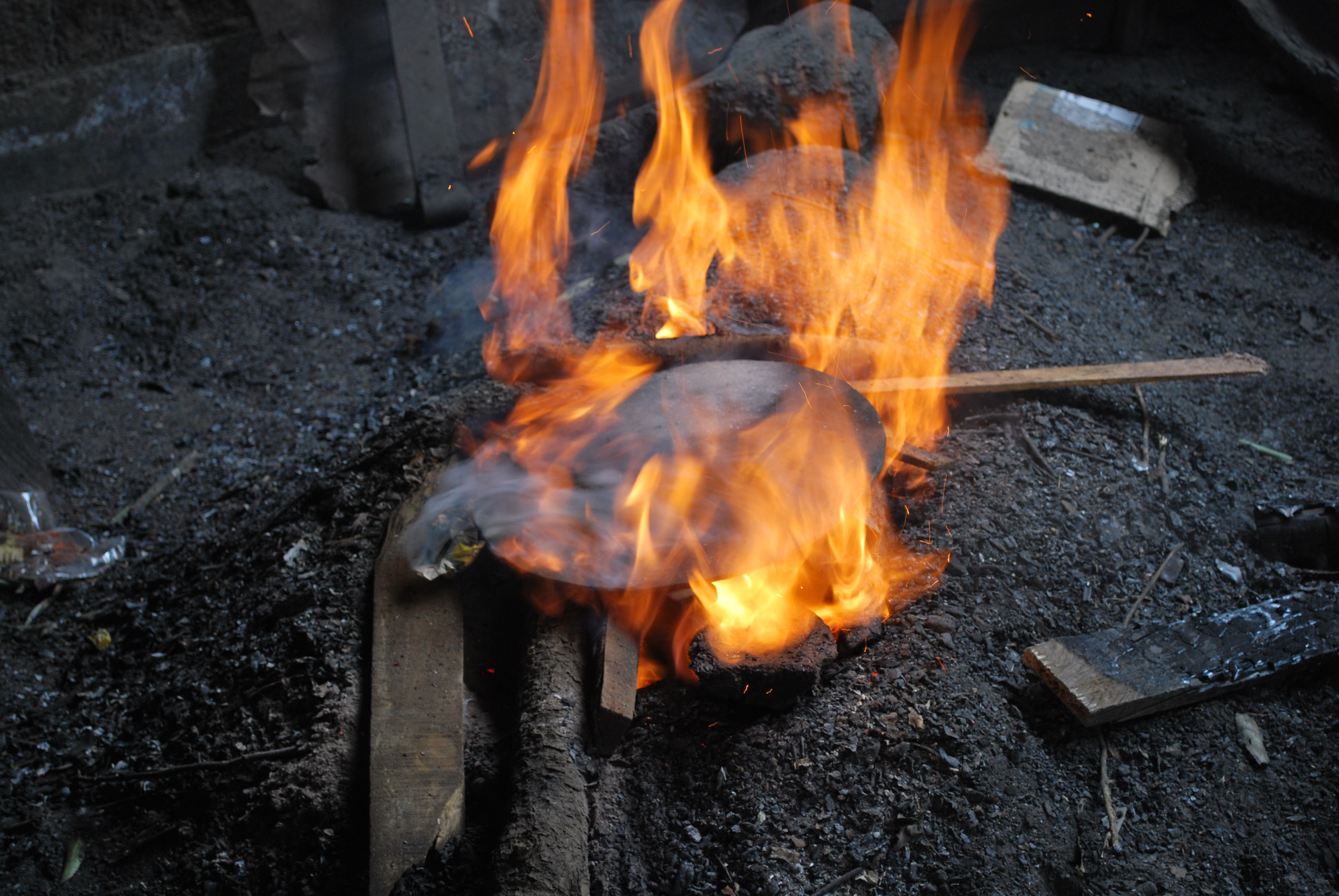
Plato caliente en el taller de Abdón Punzo en Santa Clara del Cobre, Michoacán

La metalurgia tradicional en México comienza con en trabajo del cobre, estaño, zinc y oro durante el periodo posclásico mesoamericano. En náhuatl el metal recibió el nombre de tepoztli y el oro de teocuitlatl. En la época prehispánica la metalurgia del cobre, y sus aleaciones, se desarrollaron principalmente en la Cuenca del Río Balsas. La orfebrería, por su parte, tuvo un gran desarrollo entre los mixtecos. Aunque durante la colonización se introdujeron y trabajaron otros metales como el hierro, las técnicas de metalurgia prehispánica fueron ampliamente utilizadas por los españoles luego de la conquista, tanto para la fundición de oro como para la elaboración de armas. Durante el periodo de la colonia, la transformación de los metales aumentó su producción y tomó un carácter tradicional, de los cuales se conservan algunos aspectos al día de hoy. Actualmente los productos de metal más importantes son los de plata, oro, cobre, hierro, estaño, realizándose productos enfocados en la joyería, objetos del hogar, muebles, macetas, objetos de decoración, juguetes, entre otros. De los talleres más importantes en el país se incluyen a Taxco para la plata, a Santa Clara del Cobre con cobre, Celaya para el estaño y  Zacatecas con hierro forjado.

## Historia

### Periodo prehispánico

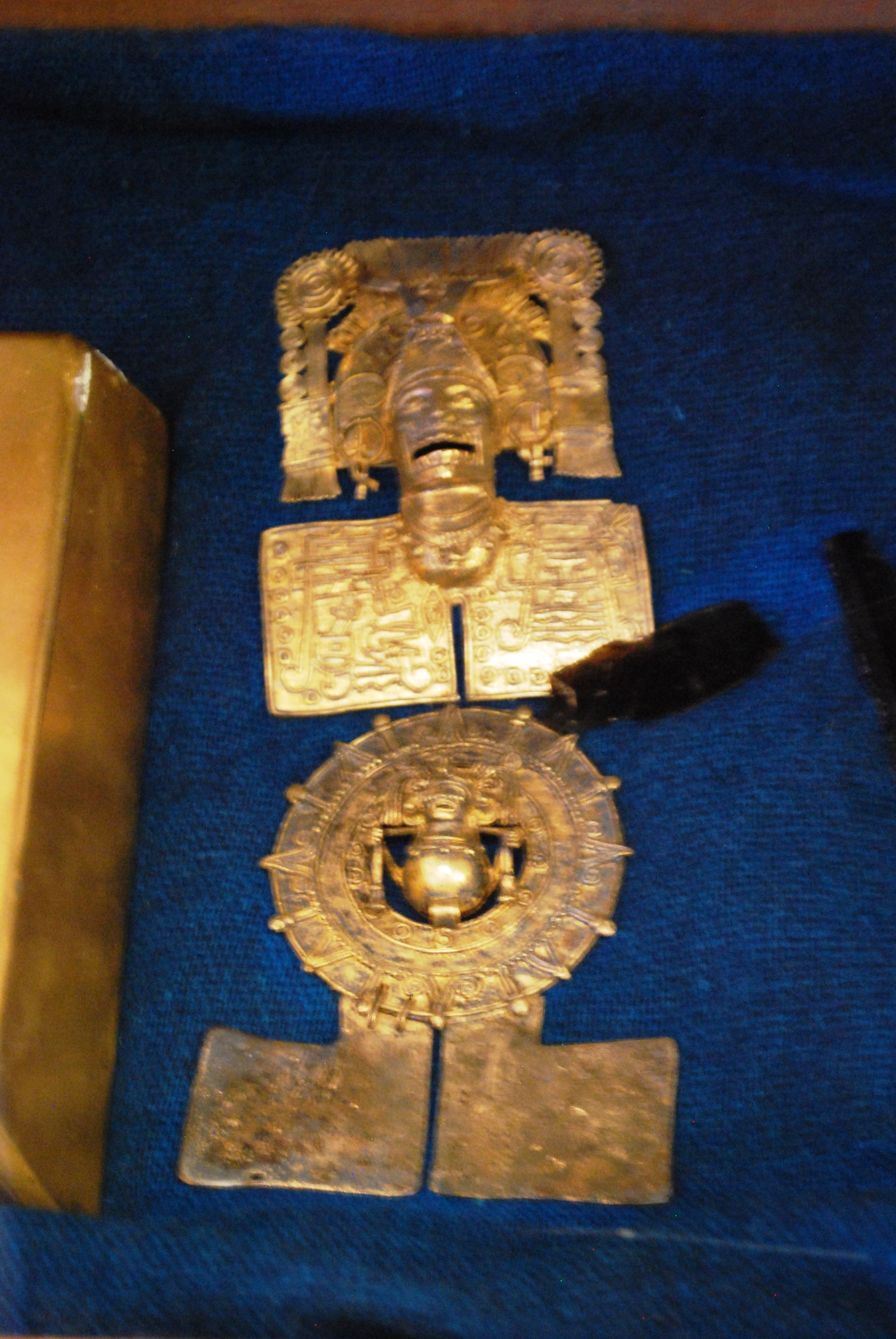
Adorno fabricado con oro azteca en el ubicado en el Palacio de Cortés, México

La transformación del metal en Mesoamérica, especialmente de oro, plata y bronce, ya se había desarrollado al momento que los españoles arribaron a la Nueva España concentrándose dicho avance en lo que hoy es los estados de Michoacán, Oaxaca y Guerrero. La minería y el trabajo de los metales, se tiene la creencia de que tuvieron su influencia de culturas mesoamericanas provenientes del sur. El trabajo del metal fue principalmente cobre y oro. El oro se obtenía generalmente en polvo o granulados y se encontraba en los ríos y arroyos de diferentes sitios a lo largo de la república como lo son: Guerrero, Oaxaca, Michoacán, la Mesa del Centro y la región maya. Debido a que la plata no era tan sencilla de encontrar, se trabajaba de manera exclusiva.
En la época prehispánica, los metales eran utilizados para crear pinzas, clavos, agujas, armas e instrumentos musicales; sin embargo, los usos más importantes, especialmente para el oro y la plata, era la joyería la cual usaba la elite social y de igual manera se utilizaban como ofrendas para los dioses. El oro y la plata eran trabajados con instrumentos como el martillo, planchas y moldes. Una técnica utilizada en la época prehispánica era martillando el metal hasta que quedara plano y posteriormente hacer un diseño para finalmente poner sobre madera o cuero el diseño hecho en el metal, sin embargo a veces era utilizado para escudos La plata era menos utilizada en la época prehispánica y no era considerado como una buena ofrenda o tributo. No tenía el mismo valor divino que el oro tenía. Los productos realizados de cobre incluían hachas, azadas, guadañas, punzónes, cinceles, agujas, alfileres, puntas de flecha, broches, bastones, asas, cascos, escudos y campanas pequeñas.

### Periodo colonial

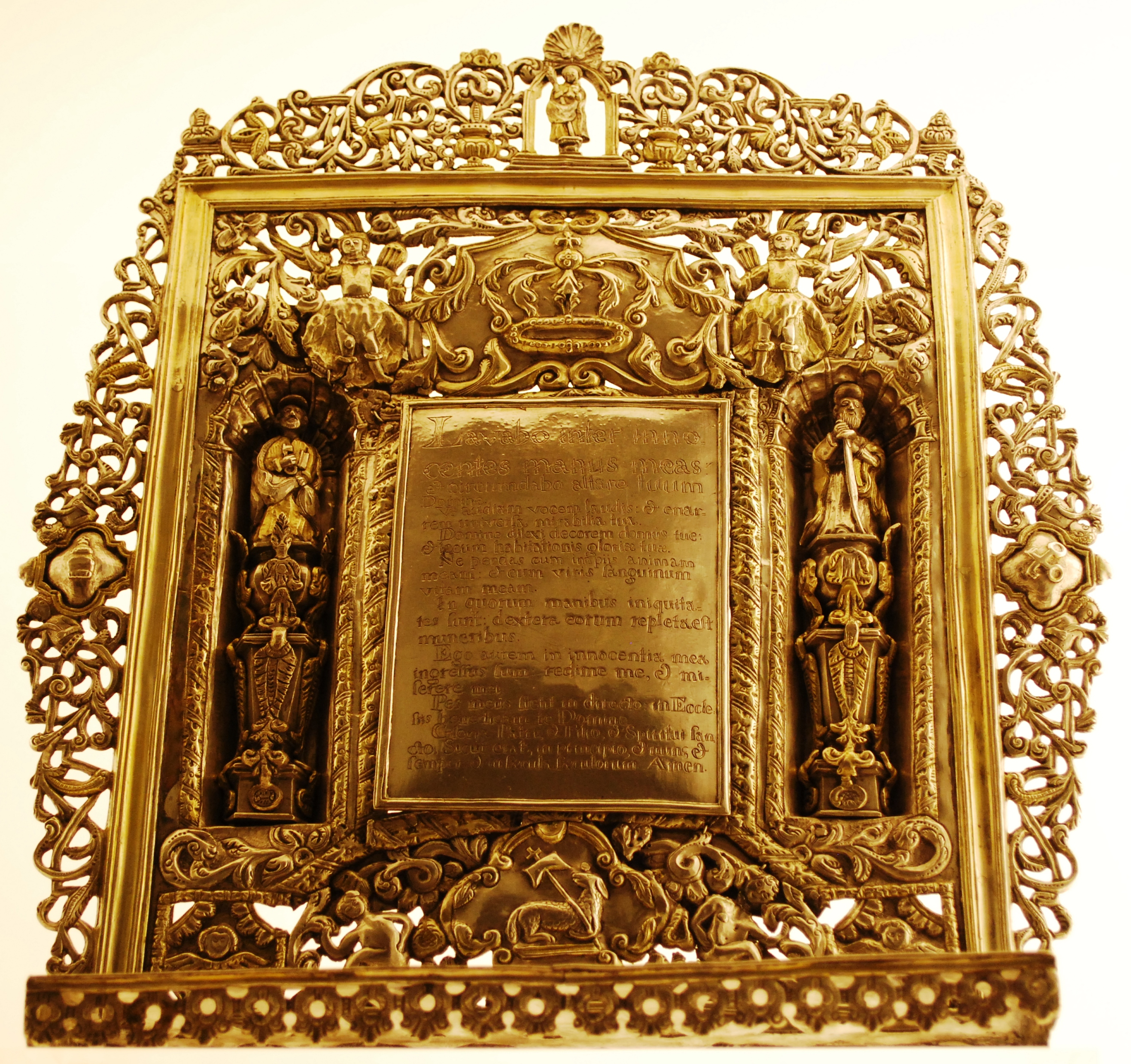
Soporte para libros de la época colonial. Museo Franz Mayer en la Ciudad de México

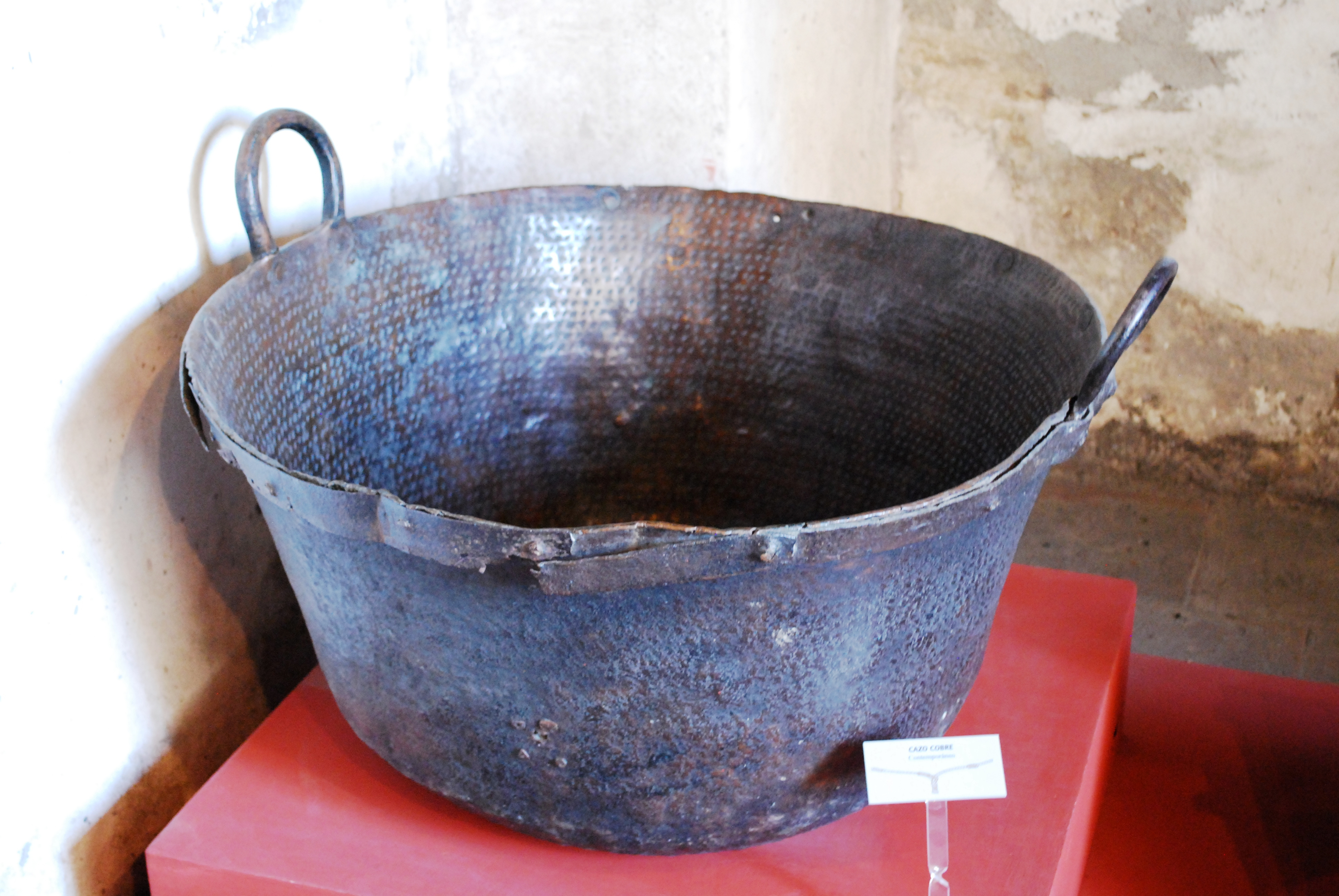
Olla para cocinar hecha de cobre, encontrada en la cocina del monasterio de Zinacantepec, Estado de México

De acuerdo con la historia, uno de los primeros regalos que recibió Hernán Cortés de Moctezuma II fue un par de platos, uno de oro y el otro de plata, los cuales representaban el sol y la luna respectivamente. El hecho de que existiera oro y plata en México era una de las principales atracciones para los españoles en el Nuevo Mundo, es por eso que se conquistó el Imperio azteca y se hicieron exploraciones posteriores, con el objetivo de encontrar más de éstos metales. La minería y el trabajo del metal se volvieron esenciales en la economía de México en la colonia. La mayoría de los recursos metálicos que se encontraron en la Nueva España como oro, plata, cobre, acero, plomo, platino y estaño fueron enviados en su gran mayoría a España.
En un principio, el trabajo de los metales en la nueva colonia se veía restringido por varias razones, como lo es la protección de las alianzas que tenía España con países productores de metal, el hecho de que el trabajo no contribuía al impuesto real y el miedo de que los indígenas, quienes realizaban los productos a base de dichos materiales, fabricaran sus propias armas. No obstante, esto pronto se convirtió en algo impráctico para poder hacer cumplir con las restricciones lo cual llevaba solamente a la fabricación de objetos relacionados con la religión indígena. Los españoles introdujeron nuevas técnicas de trabajar con el metal, entre ellas destaca el trabajo de Vasco de Quiroga en Michoacán y diferentes metales por Pedro de Gante en la Ciudad de México o en ese entonces la Gran Tenochtitlan y eventualmente los artesanos indígenas o nativos le hicieron competencia a los españoles. La mayoría de los diseños mexicanos en el metal fueron inspirados por los estilos en España, los cuales eran el Gótico y el Renacimiento. Estos estilos, posteriormente, definieron el trabajo artesanal de algunas zonas como Oaxaca, Zacatecas, Durango, San Luis Potosí y Guanajuato.  Sin embargo, después de la conquista, la elaboración de bisutería se vio afectada debido a que todos los metales preciosos fueron enviados a España. Después de 1551, con el surgimiento de la clase alta en México fue que se activó de manera paulatina esta actividad. Los artesanos españoles llegaron a trabajar métodos europeos, incluyendo filigrana, repujado, el grabado y la incrustación de piedras preciosas. Sin embargo, durante el período colonial, los artesanos españoles no pudieron alcanzar el nivel de sus competidores europeos . Artesanos indígenas fueron designados a esta área para la producción de joyería barata con metales de menor costo.
Uno de los recursos en los cuales no se vio la escasez fue en la plata, la cual se volvió más importante durante el periodo colonial después de que se inició el comercio con Asia en el siglo XVII. La abundancia que tenía México en éste recurso fungió como moneda o tipo de cambio para poder comerciar y de igual manera se utilizaba dicho recurso para crear monedas, cubiertos, medallones religiosos, cruces y objetos litúrgicos. La joyería de plata realizada por los indígenas tenía como objetos de decoración monedas, las cuales eran distintivas de México. El comercio con el Oriente introdujo objetos que se podían utilizar como decoración en las piezas de plata, tales como perlas (aumentando su uso ya que se encontraron en el Golfo de California), caparazón de tortuga y cristales de colores provenientes de Europa, los cuales eran los más utilizados entre las comunidades indígenas. Uno de los productos provenientes de la plata en el siglo XVIII eran las cajetillas de cigarros y tabaco fabricadas con el producto antes mencionado y en algunas ocasiones se utilizaba oro, debido a que el fumar era algo que solamente hacía la clase alta en ese entonces. La creación de las cajetillas disminuyó en el siglo XIX debido a que el proletariado comenzó a fumar tabaco y cigarros.

### De la independencia a la actualidad

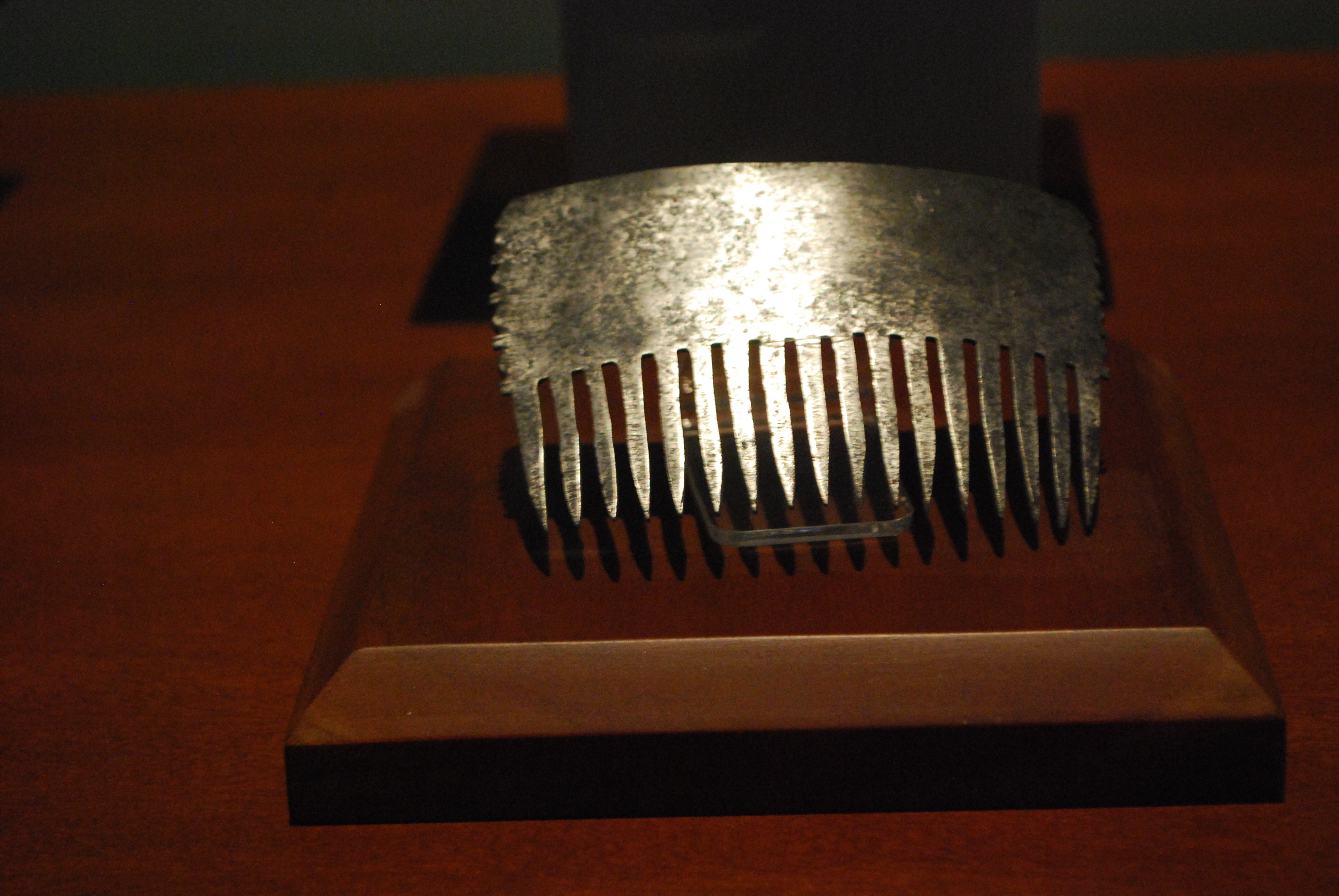
Peine de plata del en la exhibición en la Casa Museo de Allende en San Miguel de Allende, Guanajuato

Después de la Independencia de México, la mayoría de la metalurgia tuvo influencia del estilo europeo con algunas variantes, como lo son los símbolos nacionales mexicanos. El estilo de la platería se hizo menos barroco cuando se usaban para plasmar naturaleza y mucho más libre en el siglo XIX como resultado del antagonismo político hacia la Iglesia que estaba en crecimiento y se hizo más centrado en elementos como botones, bastones, relojes de bolsillo y adornos para el cabello, incrustaciones y joyas. El estilo indígena tiende a retener más de los diseños de la época colonial, en especial collares con monedas colgantes, figuras de cristal y plata,  filigrana.
Debido a que la mayoría de las minas dejaron de funcionar en los siglos XIX y XX, la metalurgia se vio afectada. El hierro y el cobre tradicional se vieron afectados de igual manera debido a la industrialización. A mediados del siglo XX, vino un periodo de renacimiento de la plata en el pueblo de Taxco, a pesar de que las minas ya no estaban funcionando. Comenzó con trabajos de artistas estadounidenses como William Spratling quien supo fusionar los estilos indígenas y coloniales, dándoles un nuevo diseño adaptado a la época, posteriormente enseñó a otros artesanos en el área sobre su nuevo estilo. Actualmente, la plata de Taxco representa un aspecto importante en las exportaciones de productos terminados que hace México. El trabajo del cobre, la mayoría utilizado para productos comunes y decoración del hogar, continúa en Santa Clara del Cobre, una tradición que ha permanecido desde la época de la colonia. Algunos de los productos que se fabrican son tazones, platos, jarras, floreros, entre otros. La calidad de los productos realizados en este municipio han sido merecedores de premios tanto en México como en el extranjero.

## Elaboración de joyería

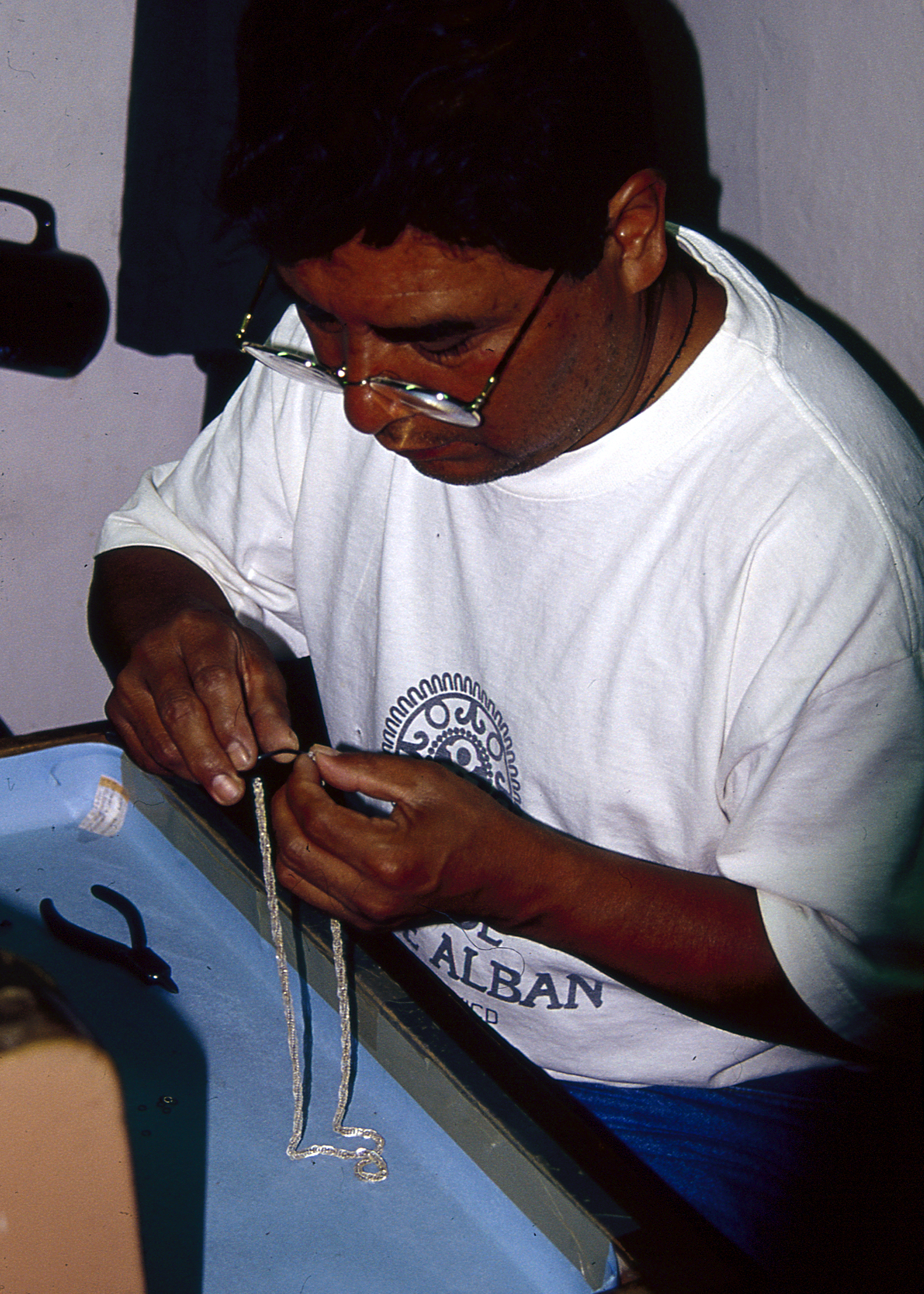
Artesano armando un collar de plata, Oaxaca, México.

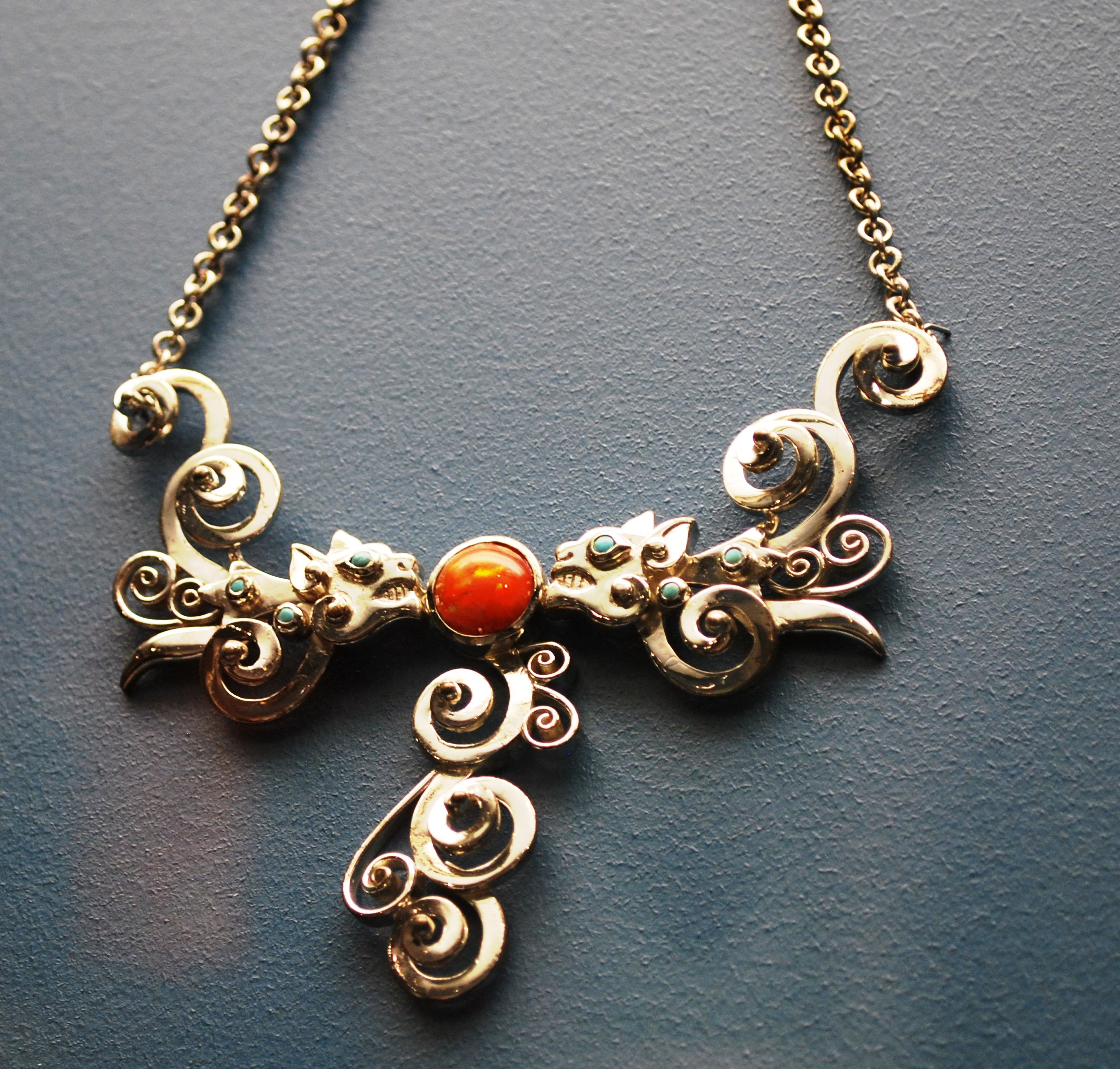
Collar de plata con incrustaciones de rubí, esmeralda y ópalo con dos jaguares confrontándose. Pieza representativa del estado de Guadalajara expuesta en el Museo de Arte Popular en la Ciudad de México.

La fabricación de joyería comenzó mucho tiempo antes de que los españoles llegaran a la Nueva España, se datan algunas minas de las cuales se extraían los metales y las piedras que necesitaban. Los diseños mexicanos actuales de joyería hecha a mano son una mezcla de ambas tradiciones, tanto españolas como indígenas. Los diseños indígenas se basaban en los que se observan en  códices y artefactos encontrados en los sitios arqueológicos. La mayor parte de la joyería fina de México está hecha de plata, siendo el lugar más importante donde se maniobra dicho recurso en Taxco, Guerrero. Un centro menos conocido es San Felipe del Progreso en el Estado de México. La joyería Mazahua ha tenido un renacimiento, especialmente en los aretes usados para las bodas del pueblo, sin embargo, también se utilizan pulseras y collares. En Guanajuato, la fabricación de joyas se centra en el estilo colonial la cual es a menudo decorada con imágenes de aves, junto con cuentas de vidrio y perlas.  En Pátzcuaro, los artesanos hacen collares y aretes de plata lisos o rayados, a menudo con pequeños peces colgando, combinándolo con cuentas de porcelana de color rojo y negro. En Yalalag, Oaxaca hacen collares de plata con una cruz de estilo colonial. En Huetamo y Zitácuaro, realizan arracadas de plata con imágenes de hojas, flores y las aves. En Santa María Huazolotitlán, Oaxaca, hacen collares de cuentas con cruces y pequeños animales hechos de plata
A pesar de que la producción de oro disminuyó durante el periodo colonial en México aún se realizan en algunos lugares como Iguala y Taxco. En Ometepec se hacen cruces de diversos tamaños y metales y collares de oro de diferentes colores. La filigrana de oro es un comercio de gran importancia en Chiapas, hechos en su mayoría con ámbar el cual se encuentra en la zona. El oro fino y el alambre de plata son utilizados por los artesanos en Oaxaca, Yucatán, Guerrero y Chiapas para la elaboración de aretes, collares, pulseras, realizando diseños únicos. En la región de  Tierra Caliente realizan un tipo de arracadas de oro con el nombre de "Siete Lunas". En Yucatán fabrican rosarios hechos de oro puro u oro plateado, la mayoría están hechos de coral rojo y rosa. Las conchas de tortuga son incrustadas con oro y plata. Los soplillos son collares hechos de cuentas de oro fabricados también en Yucatán. La joyería que se realiza en Campeche está enfocada en la creación de aretes y anillos con incrustaciones de oro y plata. Los diseños en los collares de oro tienen una gran influencia maya. En Quintana Roo, las arracadas de oro son muy populares desde el siglo XX, el cual representa a hombres de un alto mando social en comunidades mayas. La creación de joyería de oro y plata es muy variada en Oaxaca, ya que se mezcla con diversos materiales para adornar como es el coral, monedas, vidrios de diferentes colores y una gran variedad de piedras.

## Plata

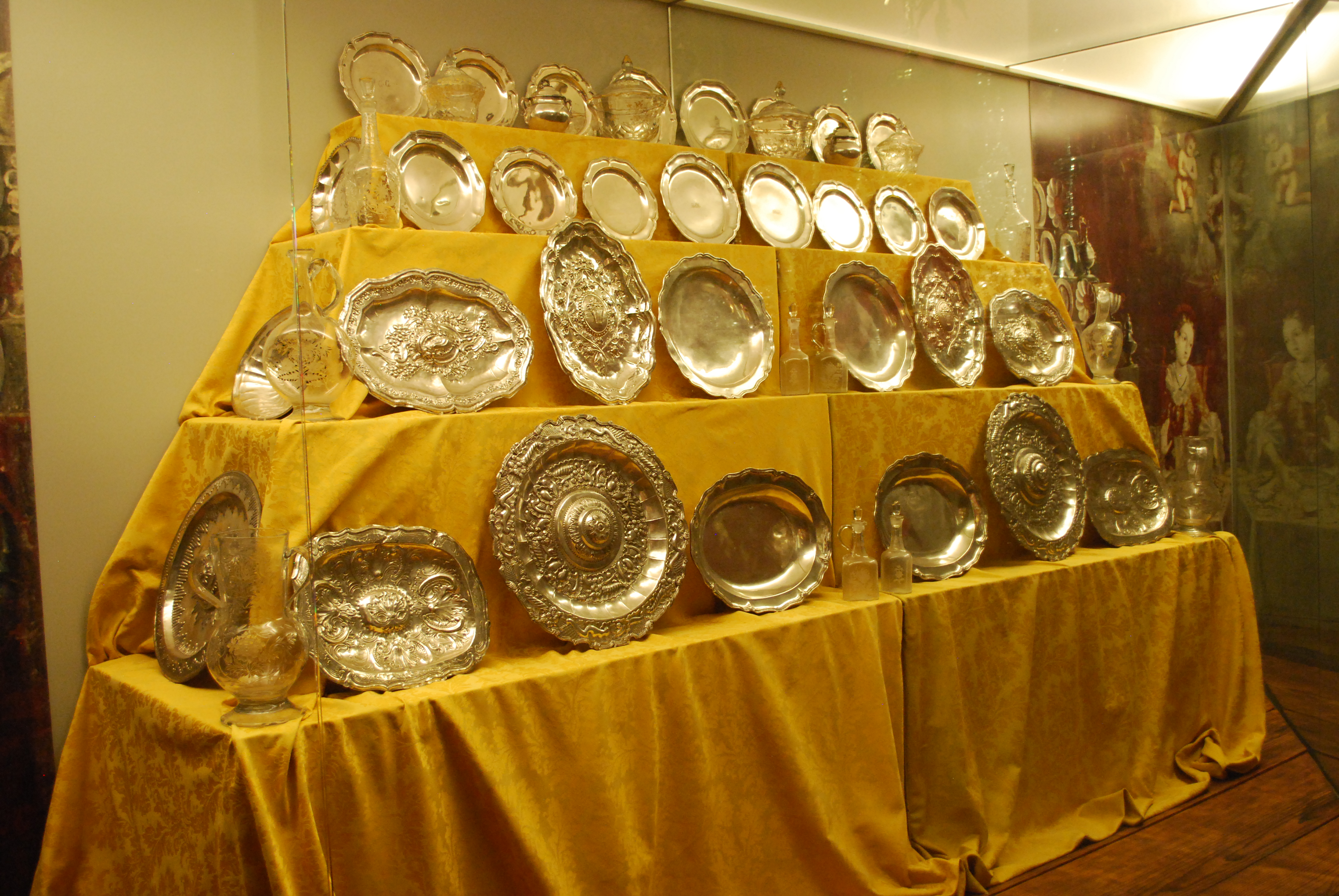
Exhibición de platos hechos de plata en el Museo Franz Mayer.

A pesar de la escasez de plata que hubo en la época colonial, México sigue siendo el primer productor de plata en el mundo. Las piezas realizadas con plata en México son candelabros, jarrones, platillos, aretes y botones para charro. El trabajo de la plata en México se remonta a la época de la colonia, ya que en la época mesoamericana tenía un valor como lo tuvo en la colonia. La plata mexicana puede ser encontrada en diversos museos, desde artículos de la época colonial hasta nuestros días. Aún existen artesanos que conservan el estilo de los siglos XVII y XVIII. Sin embargo, este tipo de trabajo tiende a ser más reconocido que tener ganancias para los fabricantes. La globalización ha afectado el diseño a las piezas de plata en México, ya que la mayoría de los productos son exportados. La mayoría del trabajo de plata en México, actualiza diseños, una tendencia que se remonta a la obra de William Spratling en Taxco, haciendo a México nuevamente el centro de exportación de piezas terminadas. La tradición continúa con algunas escuelas que enseñan el comercio, pero la mayoría de los herreros aprenden a través del aprendizaje, a menudo como parte de la empresa familiar. Taxco ha sido reconocido como un Pueblo Mágico, en gran parte se debe al trabajo de la plata y es casa del Museo de Spratling, el cual cuenta con una colección de todas sus obras de plata.
El número de artesanos que pueden hacer plata conservando las tradiciones mexicanas se ha visto en decadencia. Para ayudar a conservar la tradición, cada dos años se otorga el Premio Nacional Plata Hugo Salinas Price para aquellos plateros que son sobresalientes en diferentes categorías. Dicho premio es patrocinado por el Fomento Cultural Grupo Salinas, la  Secretaría de Desarrollo Social, Fondo Nacional para el Fomento de las Artesanías y el Museo de Arte Popular. Ésta propuesta es para promover la artesanía tanto en México como en el extranjero.

## Cobre

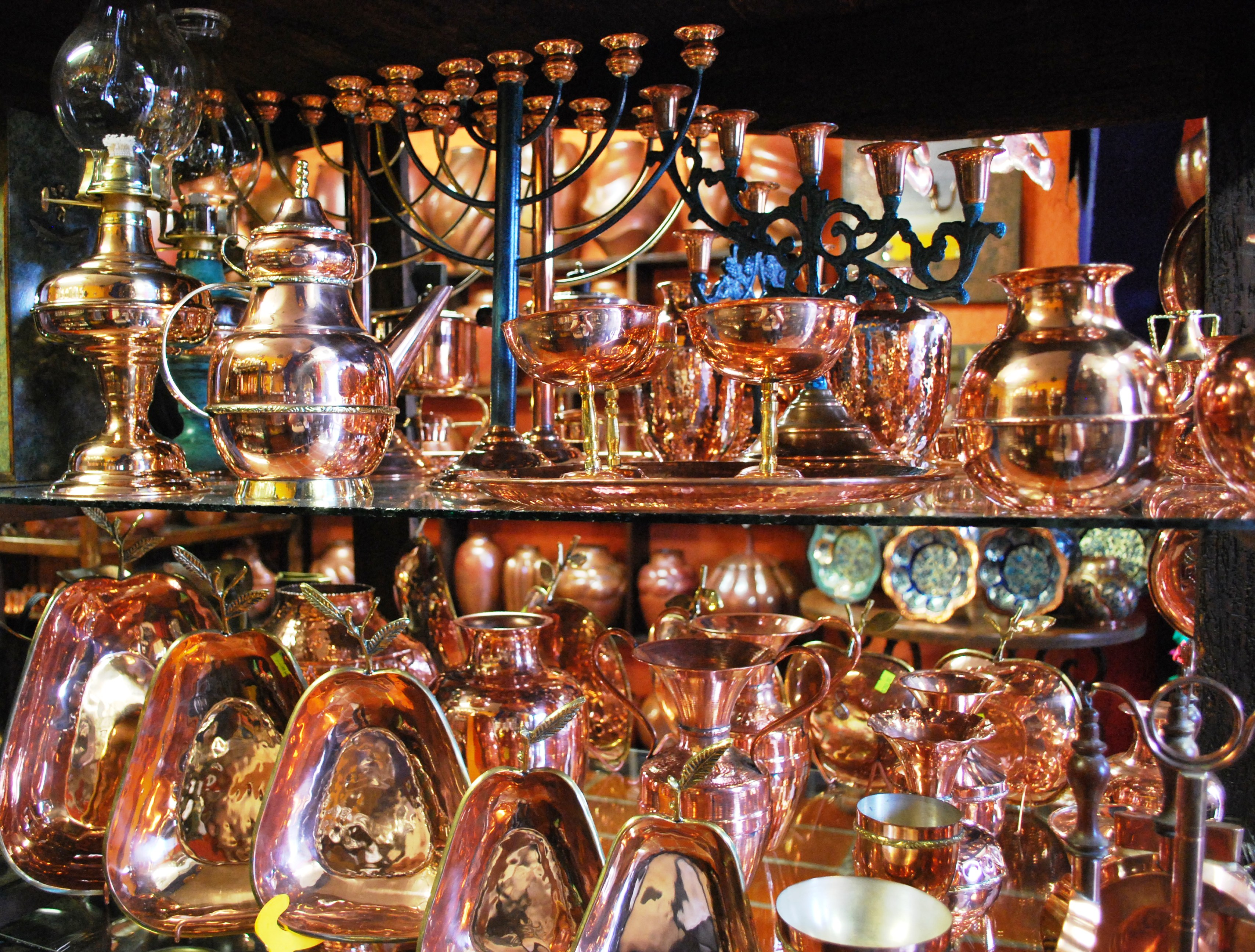
Productos de cobre a la venta en Santa Clara del Cobre, Michoacán.

A pesar de que el cobre se trabajó en algunas partes de Mesoamérica, el origen de las tradiciones modernas provienen de influencia española. En un principio, los trabajos con cobre eran ignorados por los conquistadores españoles, ya que buscaban oro y plata. El cobre era mandado a tierras españolas, sin embargo, no tanto como el oro y la plata. Pero con el tiempo el cobre tuvo su importancia debido a que se crearon diversos utensilios, especialmente domésticos como ollas y sartenes. Actualmente, el centro de trabajos de cobre en México es el estado de Michoacán, especialmente el municipio de Santa Clara del Cobre. Uno de los objetos de cobre tradicional es un gran recipiente en el que se derrite la grasa de cerdo o se carameliza el azúcar para la fabricación de caramelos. Cada año durante el mes de agosto, Santa Clara del Cobre celebra el festival del cobre.

## Hierro

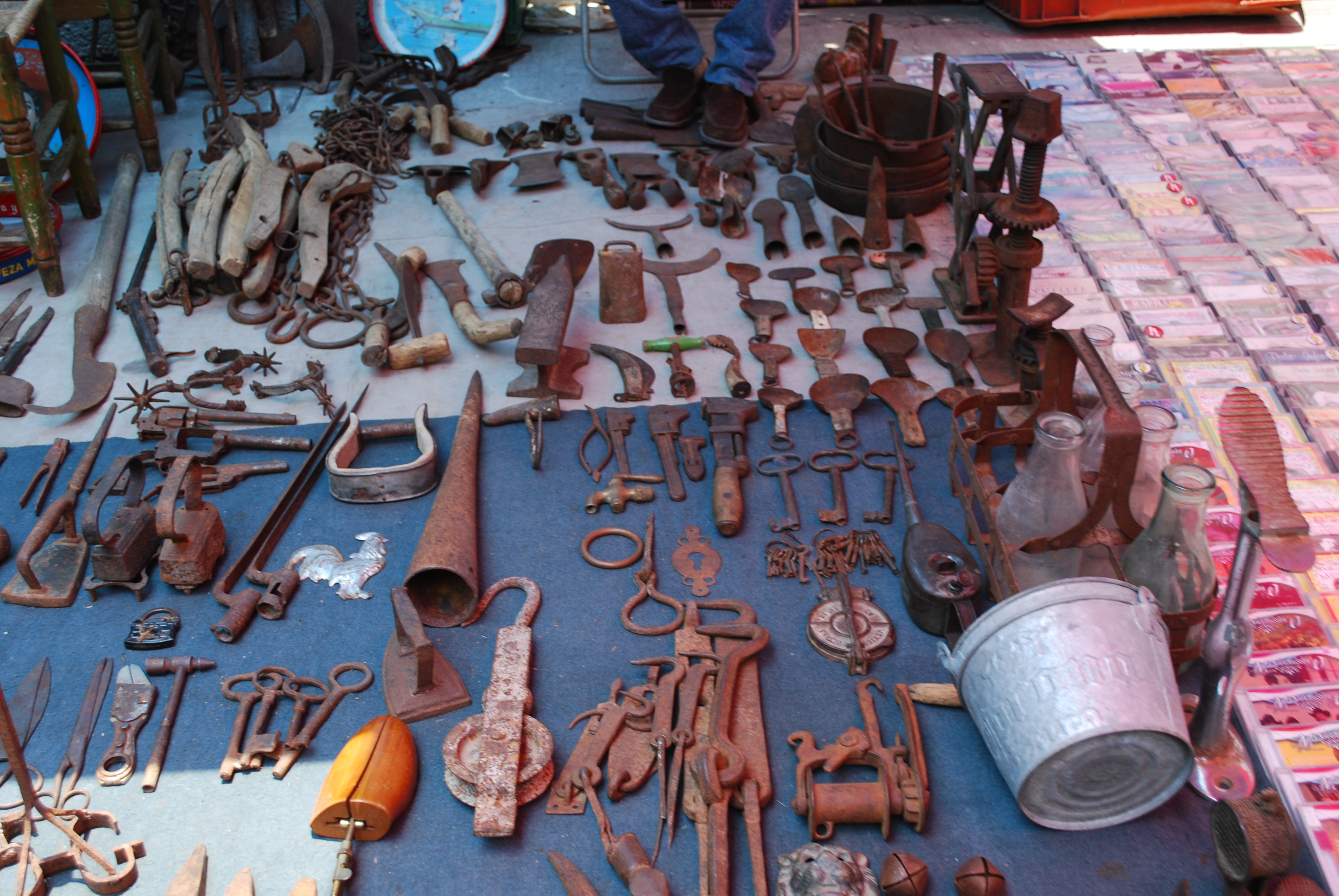
Herramientas antiguas hechas de hierro y otros objetos en el Mercado de La Lagunilla en la Ciudad de México.

El hierro no fue trabajado en la época mesoamericana, gracias a la minería y el aprendizaje de los españoles fue que llegó a la Nueva España. La fabricación de productos con hierro eran prohibidos, ya que era necesario proteger la industria en España, pero con el tiempo las herramientas hechas de metal eran esenciales para la exploración de tierras y para poder conquistar y debido a que el hierro era más barato que otros metales la prohibición de su uso fue ignorada. Al principio solamente se fabricaban piezas para uso cotidiano como herramientas, herraduras y cerraduras. 
Posteriormente, en la época colonial, el hierro comenzó a ser utilizado para otros fines, incluyendo la elaboración de elementos decorativos para iglesias y mansiones como balcones y barandales. El máximo alcance del trabajo con hierro de presentó en los siglos XVII y XVIII.
Los centros de trabajo de hierro eran en Puebla y Oaxaca. El hierro de Oaxaca era extremadamente maleable y ligero, lo cual permitía realizar diseños complejos y herramientas que no eran posibles con otro tipo de hierro. La mayoría de los objetos hechos de hierro son del siglo XVII y XVIII e incluyen cerraduras, mobiliario y tijeras, a menudo con diseños complejos grabados en ellos.

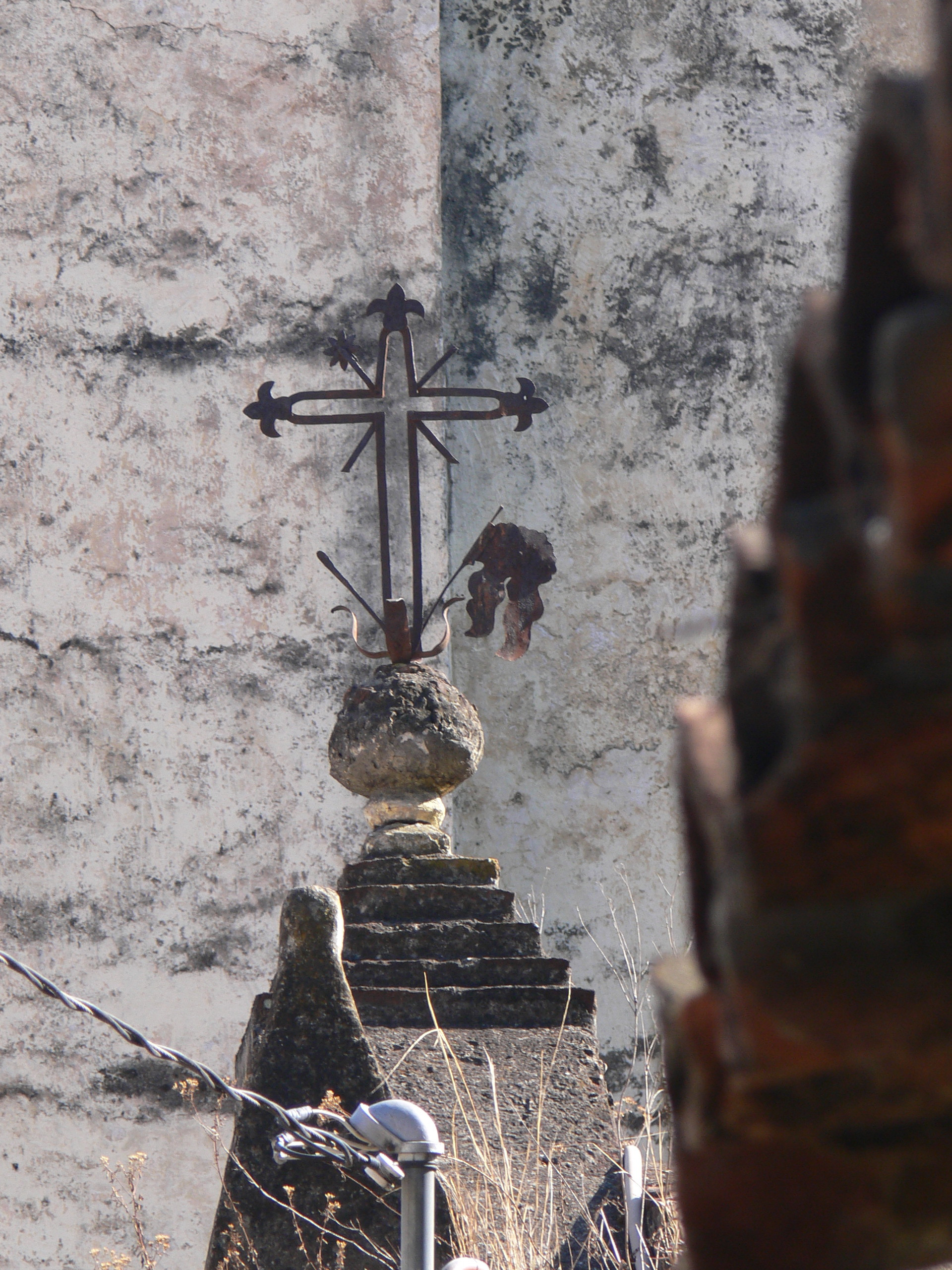
Cruz de hierro en el Templo de Caridad en San Cristóbal de las Casas.

A finales del siglo XVIII, había varios centros de hierro en Oaxaca, Puebla, Ciudad de México, Guanajuato y Querétaro, al oeste Guadalajara, Zacatecas y Aguascalientes, quienes eventualmente desarrollaron su propio estilo. El estilo del oeste de México tiene gran influencia del estilo oriental debido al comercio con Manila.
El hierro forjado sigue siendo importante en San Miguel de Allende, León, Guanajuato, Guadalajara, Teocaltiche, Jalisco, Morelia, San Felipe de los Herreros, Michoacán, Ciudad de México, Puebla y Amozoc. Es utilizado para adornar jardines y mobiliario de hogar como lámparas, chimeneas y herramientas para la misma. San Cristóbal de las Casas es conocido por la creación de cruces con diseños complejos hechas de hierro forjado, siendo símbolos populares de protección divina.

## Estaño

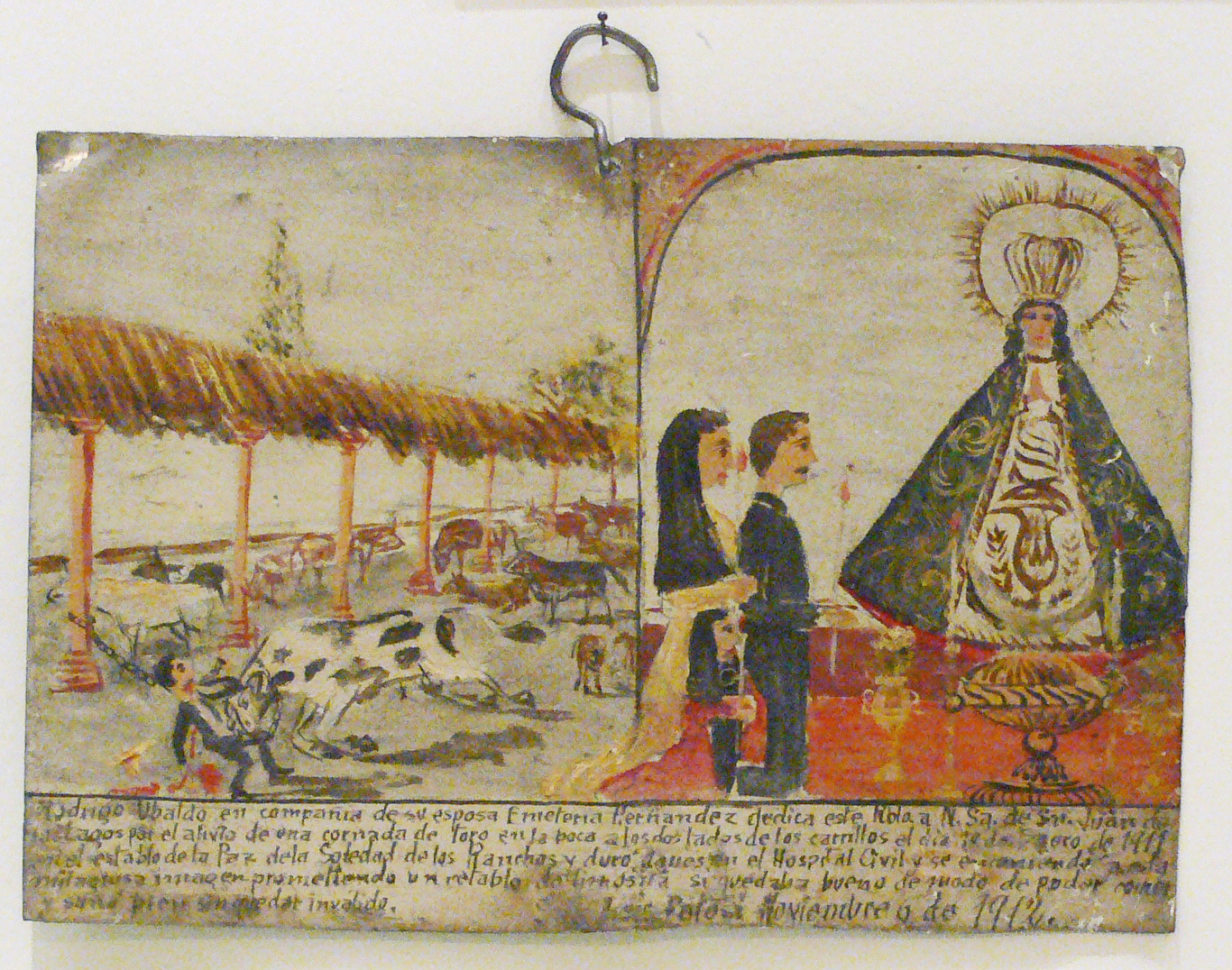
Pintura tradicional pintada en estaño en 1911.

En la época de la colonia el estaño era trabajado por la funcionalidad que tenía más que por el valor que daba el mismo. Era fabricado y vendido en hojas, las cuales posteriormente se cortaban, doblaban y juntaban para poder fabricar diferentes productos. Las hojas se volvieron una base tradicional para poder realizar pinturas. Al día de hoy el estaño y otras hojas de metal son utilizadas para fines decorativos y creación de objetos funcionales como castillos, iglesias, máscaras, prototipos de aviones, santos, marcos de espejos, candelabros, platos y bandejas. 
Otro uso para el estaño son los juguetes que se fabrican especialmente en Celaya y San Miguel de Allende, pintados con esmaltes brillantes. Otros centros importantes de estaño incluyen a Oaxaca, Irapuato, Ciudad de México, Puebla, Tlaxcala y Tlaquepaque.

## Otros metales

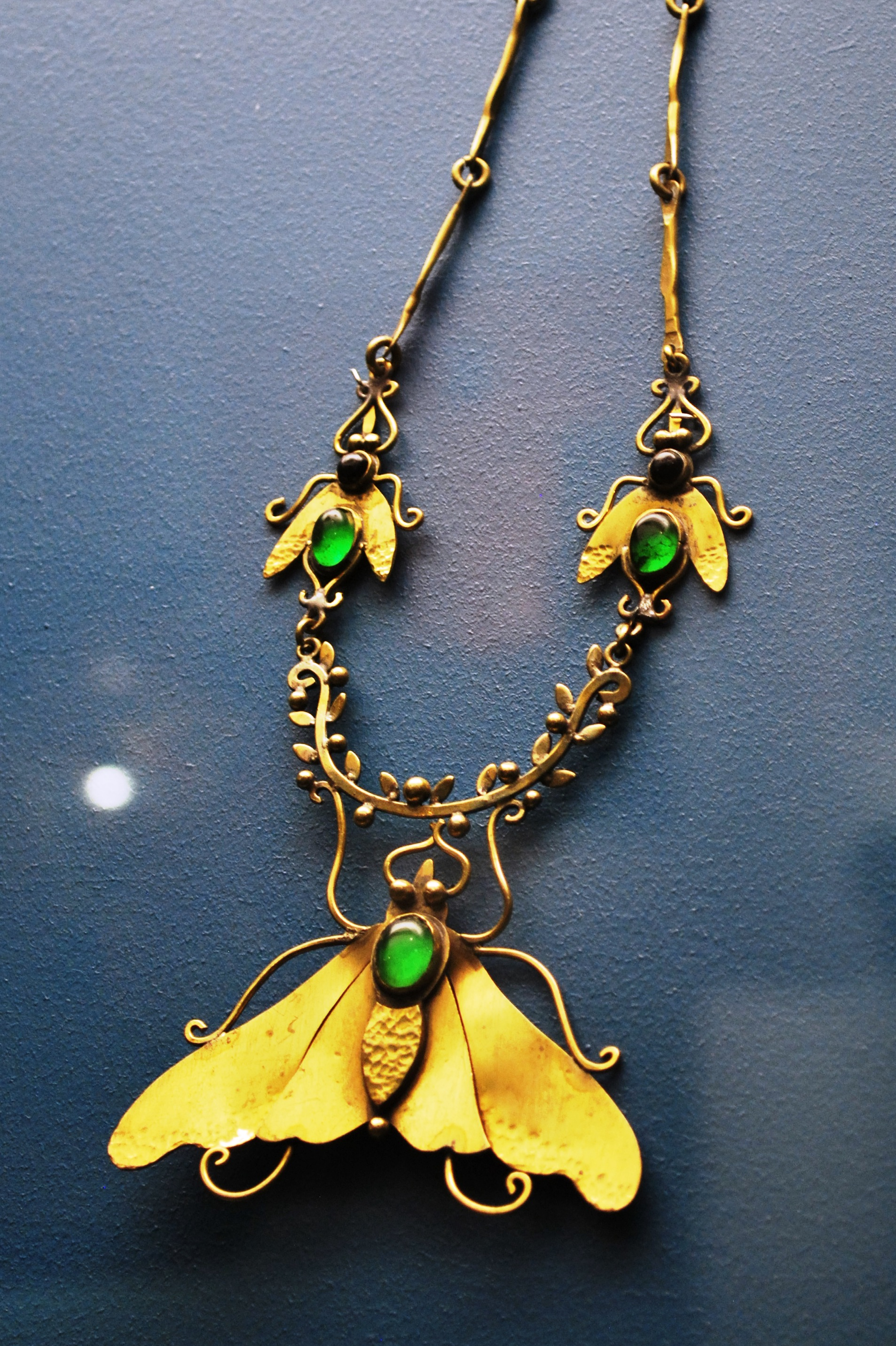
Collar con un insecto de decoración hecho de latón, expuesto en el Museo de Arte Popular.

El latón, estaño y hierro fueron usados para crear lámparas antiguas, objetos decorativos para el hogar y de igual manera esculturas. La creación de objetos hechos latón y bronce fueron introducidos por los españoles. El bronce era en su mayoría utilizado para moldear las campanas de las iglesias, algunas herramientas y elementos decorativos en los barandales hechos de hierro. Los indígenas lo adaptaron para el uso de campanas pequeñas utilizadas en bailes ceremoniales. El latón fue utilizado para diferentes instrumentos, sobre todo aquellos que eran utilizados en el hogar.
El plomo era utilizado para hacer figuras miniaturas para los coleccionistas, a pesar de que en un principio fueron creados como juguetes para niños. Dentro de los juguetes se encontraban soldados, muebles, botes, máquinas y otro tipo de juguetes de los diferentes estilos que había en el siglo XIX.
El principal estado productor artesanal de metal, en especial utensilios para comer, era Oaxaca, compitiendo con la plata fina que se produce en Taxco. Otras áreas donde se realizan este tipo de trabajos es en Cualác(Guerrero), Ciudad Altamirano, Ayutla y Técpan de Galeana siendo especialistas en cuchillas como lo son los cuchillos y los machetes.